# ماريا مارتينز (شاعرة)
ماريا مارتينز (بالبرتغالية: Maria Martins‏) هي نحّاتة وشاعرة برازيلية، ولدت في 7 أغسطس 1894 في Campanha ‏ في البرازيل، وتوفيت في 1973 في ريو دي جانيرو في البرازيل.